# Tantor
Tantor fue una banda de rock progresivo y de rock instrumental argentino formado por Héctor Starc (guitarra) y Rodolfo García (batería), exintegrantes de Aquelarre, y Carlos Alberto Rufino (bajo y voz), exintegrante de Invisible. También tenían influencias del jazz y rock sinfónico. Aunque la mitad de su producción consiste en música instrumental, sus canciones más conocidas son «El sol de la pobreza», «Llama siempre» y «Siento el eco de tu voz».

## Historia

### El trío
Héctor Starc y Rodolfo García ya se presentaban juntos, aún antes de la disolución de Aquelarre, la banda en la cual formaban parte. Durante la extensa estadía en España (1975 a 1977), Starc le enviaba por correo los temas instrumentales que componía, para que Machi Rufino (quien provenía de tocar el bajo en Invisible y la banda homónima de Luis Alberto Spinetta) le agregara las partes del bajo. La presentación oficial de Tantor fue en diciembre de 1978 y grabaron al año siguiente, con Leo Sujatovich y Lito Vitale como músicos invitados en los teclados. 

(El disco) no tuvo ninguna repercusión porque la música instrumental acá nunca pegó
Héctor Starc.

### Cuarteto y final
Las dos reuniones de Almendra (y las consiguientes giras nacionales que vendrían), tuvieron ocupado momentáneamente a García, por lo que Tantor vio frenado su crecimiento de popularidad. En el año 1981 quedaron reducidos a un dúo, tras lo cual se incorporaron Babú Cerviño (teclados) y Marcelo Torres (bajo). Con esta formación tocaron en el controversial Festival de la Solidaridad Latinoamericana y en B.A. Rock, ambos conciertos en 1982; en este último recital  fue soltado un elefante entre el público en referencia al nombre del grupo.

Fue una idea del productor Oscar López. Fue a un circo, lo alquiló y lo tiró a la gente. Nos dejaron de escuchar a nosotros para ver al animal.
Héctor Starc.

Al respecto, Cibeira reflexionó:

Una locura, inconsciencia total, una bestia semejante paseando en medio de miles de desaforados espectadores... pudo haber sido una tragedia.

Grabaron su  segundo álbum de estudio, titulado Mágico y natural, que al igual que el primer material, no tuvo la repercusión esperada. La presentación en el Festival de La Falda de 1983 fue la última presentación en vivo de la banda. Tras esto, cada miembro siguió su camino. 

### Reunión
Desde 1983, sólo una reunión de Tantor se ha suscitado. Ésta se dio en 2007, para el programa de televisión Ese amigo del alma, conducido por Lito Vitale, con la alineación del álbum debut (Machi Rufino, Héctor Starc y Rodolfo García), en el que Vitale participó como invitado tres décadas antes.
El 4 de mayo de 2021, falleció su cofundador, el baterista Rodolfo García a los 74 años.

## Integrantes

### Cronología
|                |                |                |                |                  |                |
|                | Álbum Tantor   |                |                | Mágico y natural |                |
| 1978           | 1979           | 1980           | 1981           | 1982             | 1983           |
| Machi Rufino   | Machi Rufino   | Machi Rufino   | Marcelo Torres | Marcelo Torres   | Marcelo Torres |
| Leo Sujatovich | Leo Sujatovich | Leo Sujatovich | Babú Cerviño   | Babú Cerviño     | Babú Cerviño   |
| Rodolfo García |                |                |                |                  |                |
| Lito Vitale    |                |                |                |                  |                |
| Héctor Starc   |                |                |                |                  |                |

|  | Álbum editado |  | Bajo |  | Teclado |

|  | Guitarra |  | Batería |  | Teclado 2 |

## Discografía
| Año  | Álbum de estudio                                                  | Canciones |
| ---- | ----------------------------------------------------------------- | --- |
| 1979 | Tantor - Álbum debut de Tantor - Discográfica: Philips            | "Guarreras club", "Niedernwöhren", "Llama siempre", "Oreja y vuelta al ruedo", "Hálitos", "El sol de la pobreza", "Carrera de chanchos".                    |
| 1982 | Mágico y natural - Segundo álbum de Tantor - Discográfica: Raviol | "Nildo, el torpe", "Siento el eco de tu voz", "Toda la noche, día", "Después te explico", "Tobi", "Mágico y natural", "Albaricoque", "No me cambien nunca". |